# Kaptech
Kaptech était un opérateur de télécommunications français disparu, créé en 1995 sous le nom de Prologos par Jean-Pierre Souviron, Pierre Prieux et Francois Chavaudret.
Alors que France Telecom vient de lancer à Paris le service ‘Bibop’ (service de téléphonie sans-fils à mobilité réduite basé sur la norme CT2), Prologos propose de couvrir certaines villes de province avec un système équivalent. La société va vivre ensuite au rythme de la déréglementation du secteur des télécommunications, se consacrer à la vente du service téléphonique sur le marché des entreprises, se lancer dans l’aventure de la téléphonie sur ADSL, puis être absorbée par le groupe LDCom (qui deviendra 9Cegetel puis SFR) en décembre 2001. La société et la marque disparaissent définitivement en 2003.

## Histoire

### Le CT2/CAI
En avril 1995, la direction générale des Télécommunications (DGT), ancêtre de l’Arcep) lui attribue une autorisation d’exploitation d’un réseau CT2 dans la ville de Bordeaux.
Financée par FIMD (Dassault) et le groupe Olivetti, Prologos sélectionne les industriels COM1 pour le réseau d’accès radio, FERMA pour les systèmes de commutation centraux et les groupes Matra et Sony pour les terminaux. Le groupe Inforéalité fournit des sous-systèmes RDS.
L’originalité de la conception du système réside dans deux innovations principales, qui le distinguent du service Bi-Bop de France Télécom.
- Tout d’abord, il n’est pas nécessaire pour l’usager de se localiser manuellement pour pouvoir recevoir des appels entrants, ce qui rapproche le service de l’ergonomie des réseaux cellulaires de type GSM.
- Par ailleurs, les bornes d’accès radio ne sont pas reliées au système central par des liaisons louées, mais se connectent à travers le réseau téléphonique commuté lorsque ceci est nécessaire, limitant ainsi les coûts d’infrastructures.

D’un point de vue tarifaire, Prologos casse les prix en proposant les communications téléphoniques au départ de son réseau moins chères que les communications téléphoniques au départ du réseau fixe de France Telecom. En 1996, les télécommunications fixes ne sont pas déréglementées (elles le seront le 1er janvier 1998), et que France Télécom facture 1,13 FF la minute entre Bordeaux et Paris (contre 0,85 FF pour Prologos).
L’ouverture du service a lieu début 1996 sous le nom de ‘Kapt’ et se solde par un double échec.
- Tout d’abord, un échec technique, car les terminaux CT2 sont peu disponibles, encombrants, peu fiables et d’une autonomie limitée. Le système central est endémiquement instable. Le faible couplage entre les bornes d’accès radio et le reste de l’infrastructure introduit un délai d’acheminement des appels sortants insupportable, tandis que la couverture radio très limitée rend les abonnés proprement injoignables.
- C’est aussi un échec commercial[3]. En effet, Bouygues vient d’ouvrir son réseau GSM (après ceux de SFR et d’Itineris). La proposition de valeur du GSM par rapport à celle des réseaux CT2 est, pour le client, bien supérieure. La couverture radio nationale des services GSM est sans commune mesure avec celle du réseau de Prologos à Bordeaux, le GSM fonctionne en voiture ou dans le train contrairement au CT2, qui est dépourvu de correcteur d’effet Doppler, le Roaming permet d’utiliser son téléphone portable dans de nombreux pays et la stabilité du système est sans commune mesure avec celle de Prologos.

L’année 1996 est consacrée à la stabilisation technique du système et à la tentative de percer le marché bordelais.
- Une équipe de recherche et développement interne est recrutée, qui développe un système central en remplacement de celui de Ferma. Cette capacité de R&D propre aura des conséquences importantes par la suite.
- Le positionnement commercial évolue. Le réseau Prologos à la norme CT2 est écrasé sur le terrain de l’usage mobile par le GSM, mais il permet toujours de téléphoner moins cher que par les lignes fixes de France Telecom.

Prologos change de nom et adopte celui de son service Kapt’. La clientèle évolue. De plus en plus d’entreprises utilisent le système pour réduire leur facture téléphonique, quand bien même les utilisateurs ne bougent pas de leur bureau.

### Revirement stratégique
L’échec du service mobile basé sur la norme CT2 apparaît inévitable. Les taux de pénétration des services GSM dans la population explosent, France Telecom cesse le déploiement du Bi-Bop (qui sera fermé en 1998), tandis qu’aucun autre réseau CT2 n’est déployé dans le monde. Les fabricants de terminaux à cette norme annoncent la fin de la production.
Pendant ce temps, à Bordeaux, l’intérêt des PME pour un service de téléphonie moins cher que le monopole de France Télécom se confirme. Kapt’ se positionne alors sur ce créneau. La déréglementation du secteur n’est prévue qu’au 1er janvier 1998, mais Kapt’ obtient le 31 décembre 1996 une licence expérimentale « LEX-5 », l’autorisant, sur le territoire de la communauté urbaine de Bordeaux, à proposer des services de téléphonie fixe.
L’équipe de R&D interne va alors développer une large palette de systèmes pour offrir des services de téléphonie fixe.

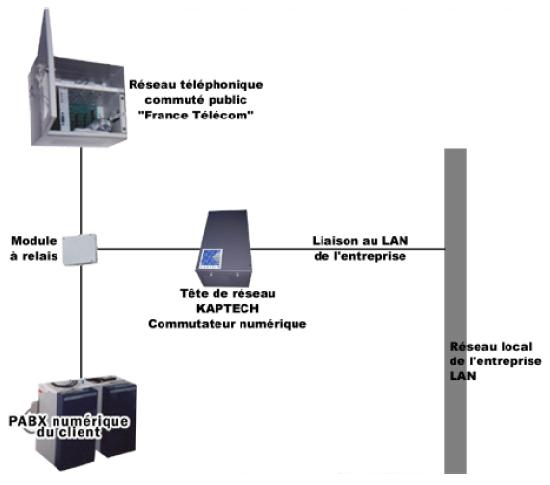
Schéma de raccordement de la Tête de réseau Kaptech.

- La « tête de réseau ». Il s’agit d’un boîtier (PC sous LINUX avec des cartes RNIS) qui se place, dans l’entreprise cliente, entre le PABX d’un côté et les accès Numéris (ISDN) France Télécom de l’autre. Le boîtier déroute les appels sortants de l’entreprise pour les acheminer sur le réseau Kapt’. La tête de réseau va contourner les limitations introduites par France Telecom sur les mécanismes de sélection du transporteur pour permettre le routage de tous les types d’appels. En effet, à cette époque, les appels locaux et les appels vers les mobiles ne sont pas éligibles à la sélection de l’opérateur par préfixe (le 7 de Cegetel, par exemple, ne permet pas de joindre les mobiles), problème que la tête de réseau contourne.
- Les « hérissons »[6]. Le coût de la terminaison des appels provenant des téléphones fixes vers les téléphones mobiles est plus important que celui des téléphones mobiles vers les téléphones mobiles (situation qui perdurera jusqu’en 2007[7]). Le « hérisson » (ainsi nommé car surmonté de 30 antennes qui rappellent des épines) est un boîtier qui contient 30 modules GSM et convertit ainsi en masse des appels fixes-mobiles en appels mobiles-mobiles, en utilisant des abonnements achetés chez les opérateurs mobiles. Bien après la disparition de Kapt’, cet arbitrage des tarifs fixes-mobiles se poursuivra à l’aide de « hérissons », y compris à l’échelle européenne. Neuf-Cegetel en sera un grand utilisateur.
- Les « hubs ». Kapt’ n’a pas les moyens financiers d’acheter des commutateurs téléphoniques traditionnels chez Alcatel ou Ericsson, alors l’équipe de R&D développe des mini-commutateurs (des PC sous LINUX capables de 240 communications simultanées). Cette activité, bien plus tard, donnera naissance à la société Cirpack.
- Le mécanisme du « callback ». France Télécom impose aux opérateurs d’être présents dans 18 zones en France pour pouvoir offrir le service sur tout le territoire national. Un système de call-back (transparent pour l’usager, car implémenté par la tête de réseau et dans les hubs), permet de faire transiter les appels par Bordeaux.

Kapt’ grossit. En 1997, François Chavaudret quitte la société, le milliardaire Donald Sturm, puis le fond Matignon Investissement remplacent Olivetti et Dassault au capital. En 1998, la société lève 25 millions d’euros et obtient une licence nationale (L33-1 et L34-1 en octobre 1998). Il y a désormais 200 employés, des agences commerciales se créent dans toute la France pour distribuer le service aux entreprises et permet la fabrication en masse des têtes de réseau.

### Période de croissance
En 1998, le marché des télécommunications est déréglementé. Une centaine d’operateurs téléphoniques se créent.
Kapt’ devient Kaptech, et se positionne exclusivement sur la vente de service téléphonique aux entreprises. La société n’est plus exclusivement basée à Bordeaux mais intervient sur tout le territoire. Elle possède un modèle de distribution direct, avec ses propres commerciaux qui parcourent le territoire pour vendre aux entreprises le service.
La « tête de réseau » permet de différencier le service, et Kaptech a toujours un coup d’avance sur la concurrence. Par exemple, les appels locaux et les appels vers les mobiles sont inclus à l’offre avant que les autres opérateurs n’y parviennent, la tête de réseau permet d’envoyer aux PABX des clients les impulsions de taxes permettant la refacturation des appels (hôtels, hôpitaux), avant Cegetel ou Neuf Telecom etc.
Les comptes sont déficitaires, mais à cette époque, les actionnaires ne regardent pas à la dépense. C’est même l’inverse : les marchés financiers exigent de leurs participations qu’ils se développent à marche forcée, considérant que les pertes d’exploitation n’ont pas d’importance par rapport à la valeur créée. Les actionnaires poussent alors à voir grand, trop grand...
Kaptech entreprend alors, comme beaucoup d’autres opérateurs, des projets de grande envergure

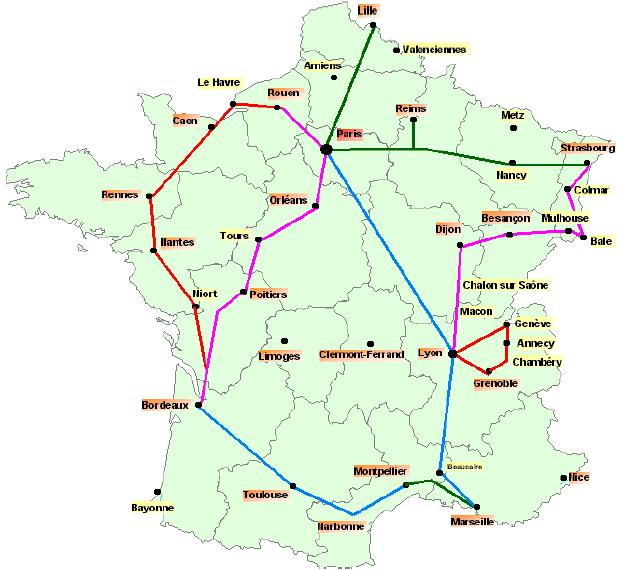
Carte du réseau Kaptech en 2000

- Des milliers de kilomètres de fibres optiques sont déployés dans toute la France. Le réseau national s'appuie sur l'infrastructure déployée par LDcable.
- Un réseau de transport DWDM est installé avec du matériel optique OLS400G Lucent Technologies, des TDM10G Lucent pour le cœur SDH et des ADM16 Lucent et Synfonet Marconi pour l'accès SDH.
- Une vingtaine de commutateurs téléphoniques est déployée
- Le fournisseur de service Internet Worldnet est acheté pour 30 millions d’euros en mai 2000, un réseau ATM puis IP est construit
- Kaptech ouvre toute sorte de services supplémentaires, allant des cartes prépayés (Akeo, Cat), au service de conférence téléphonique, serveur de télécopie
- Kaptech vend désormais ses services aux collectivités locales (le feu réseau lumière pour la ville de Besançon[10] sous la technologie LFO (du nom de son créateur Lionel Fontagné, ancien boucher aux Halles de Brest), aux autres opérateurs (AOL, Free, Mangusta) aux administrations (ministères, hôpitaux) etc.

La société comptera, en 2001, plus de 1000 salariés. L’effectif a grossi trop vite pour que les procédures soient stables et fonctionnent. Le service marche assez mal, car tout est construit et déployé trop vite, et certains managers ne sont pas suffisamment chevronnés. Les comptes sont toujours déficitaires. C’est la fuite en avant. L’équilibre financier est prévu pour 2002, et l’introduction en bourse est imminente. Completel, société comparable, vient d’y parvenir, et Kaptech vaudrait 1,5 milliard d’euros. Morgan Stanley et CSFB sont chargés de l’introduction, mais le retournement boursier de l'été 2000 interrompt le processus.

### Déclin puis disparition
Sur le marché de la vente du service téléphonique aux entreprises, la guerre des prix fait rage. Les marges sont limées, et en 2001 il y a encore une grosse dizaine d’acteurs sur le marché français (Neuf Telecom, Cegetel, Tele2, Belgacom, Colt, Worldcom, LDCom, Kaptech, Completel, France Telecom etc.)
Par ailleurs, les technologies DSL (ADSL et SDSL) commencent à être matures. Kaptech se propose de raccorder les entreprises clientes grâce au DSL pour leur proposer à la fois le service d’accès à Internet et aussi le service téléphonique.
Pour ce projet, en avril 2001, Kaptech lève 150 millions d’euros auprès de ses investisseurs historiques auxquels se rajoutent la FCPR, la compagnie bancaire Genève et la Comir. Parallèlement à cette augmentation de capital, Kaptech devait obtenir un prêt bancaire. Mais les banques, qui commencent à comprendre que le marché Internet/Telecom s’essouffle, ne souhaitent plus financer aucun projet dans ce secteur.
L’idée de la téléphonie sur ADSL est bonne, et les 5 millions d’abonnés qui disposent d’un abonnement téléphonique sur ADSL en 2007 le prouvent. Mais Kaptech ne réussira pas. Le chiffre d’affaires est de 100 millions d’euros pour 12 000 sociétés clientes, mais les pertes cumulées avoisinent les 50 millions d’euros.
Les actionnaires se déchirent. Il faut dire que Donald Sturm viens de perdre 3 milliards de dollars, étant le plus gros actionnaire privé de Worldcom. Entraîné dans la déroute financière de ses participations, il ne soutiendra pas Kaptech, qui est pourtant presque arrivé à un EBITDA neutre (essentiellement du fait des hérissons). Le 11 septembre fait le reste, et LDCOM (aujourd’hui Neuf Cegetel) acquiert la société en décembre 2001 pour 10 millions d’euros et divers engagements hors bilan. Le management est remercié, un plan social est mis en place,, et la société sera ensuite totalement intégrée avec Belgacom France puis Neuf Telecom et enfin Cegetel pour former Neuf Cegetel.

## Un héritage aux opérateurs de téléphonie

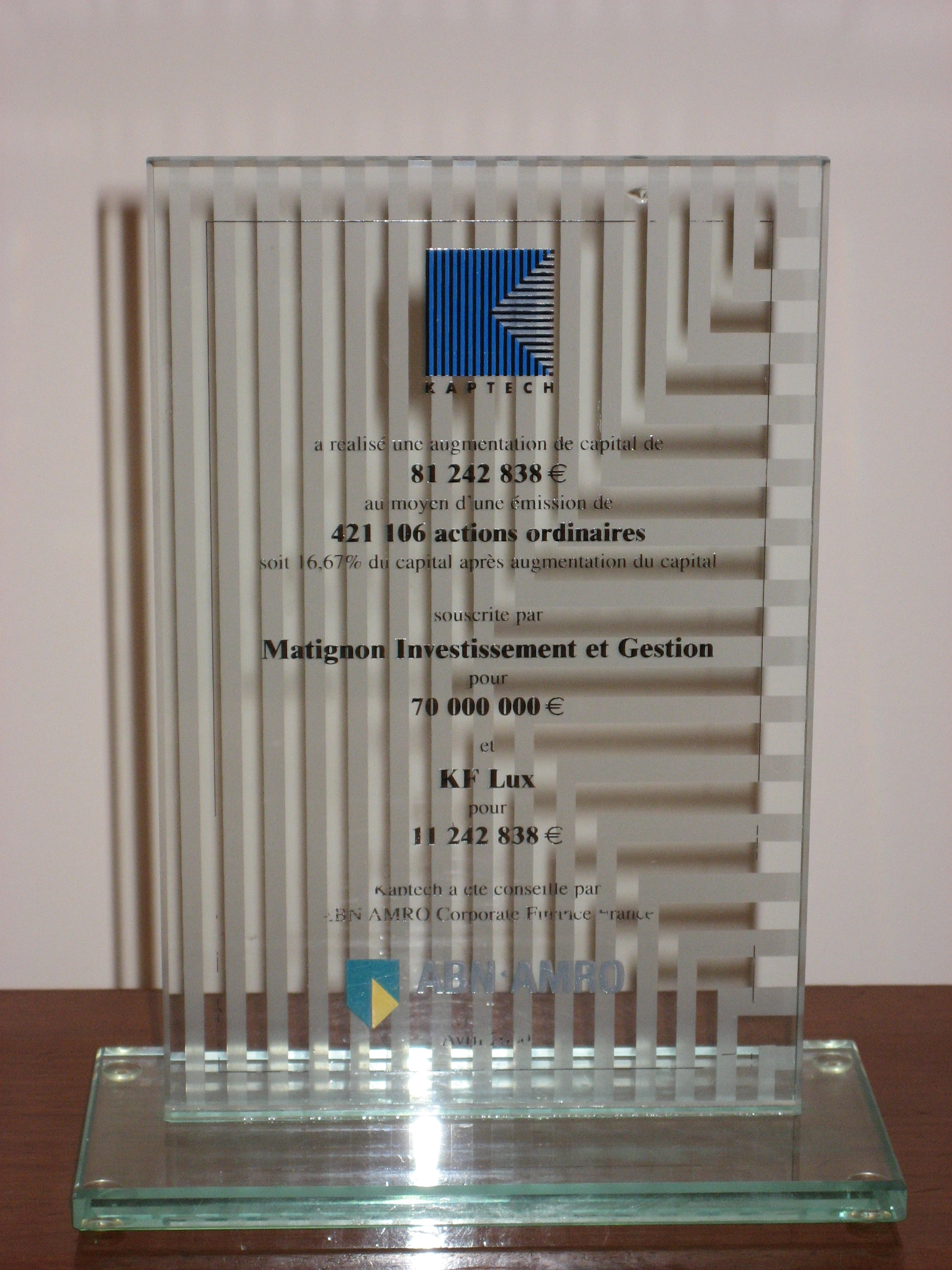
Plaque commémorative de l'augmentation de capital d'avril 2000.

L’histoire de Kaptech est emblématique des sociétés du marché d'internet. De bonnes idées, une équipe de direction de qualité, des salariés innovants et efficaces, des actionnaires près à prendre des risques pour financer des projets en sont une caractéristique.
Cependant, une exécution approximative, le pilotage de la société en ayant les yeux rivés sur l’exubérance des marchés financiers (l’achat de Worldnet pour un montant déraisonnable en est le meilleur exemple), un effectif qui croit trop vite et sans cohérence, un surinvestissement chronique et une mauvaise anticipation du retournement du marché financier forment le revers de la médaille.
Cette aventure a cependant eu des conséquences sur le marché français des télécommunications :
- Neuf Cegetel a hérité d’une infrastructure de production des communications fixes vers mobiles (les fameux « hérissons ») qui contribuera grandement, par la suite, à son financement grâce à une rentabilité très importante. Cette « idée » des hérissons sera aussi reprise par d’autres acteurs qui en feront un commerce florissant.
- Neuf Cegetel a aussi récupéré l’ossature d’un réseau commercial spécialisé dans la distribution vers les entreprises, les marchés publics et les collectivités locales qui sera amélioré.
- Une partie de l’équipe de R&D de Kaptech créera la société Cirpack, qui développe des centraux téléphoniques capables, entre autres, de produire des services téléphoniques sur ADSL. En 2007, les services de voix sur IP de Noos-Numéricable, Free, Alice, Club Internet sont produits sur ces matériels, ainsi que ceux de 100 opérateurs dans 30 pays.
- Certains opérateurs, dont Free, ont appris deux choses. Tout d’abord qu’il était possible, voire souhaitable, de disposer d’une équipe de R&D interne pour distinguer son offre, et par ailleurs que les technologies DSL permettaient d’offrir non seulement l’accès à Internet, mais aussi le téléphone. La montée en puissance des offres triple play à partir de 2003, lorsque la technologie devient mature, en est une conséquence.